# C/o pop
Die c/o pop (Cologne On Pop) ist ein Musikfestival, das seit 2004 in Köln veranstaltet wird. Die c/o pop gilt als Nachfolger der 2003 nach Berlin verlagerten Popkomm. Die c/o pop besteht aus einem Musikfestival und einem Branchentreffen (Convention). Das Festival deckt programmatisch urbane, experimentelle, alternative und elektronische Formen der Popmusik ab. Die c/o pop Convention thematisiert Themen der Musikwirtschaft, der digitalen Medienwirtschaft, Elektronische Medien und Vermarktungsstrategien. 2017 kamen mehr als 30.000 Besucher zum Festival, den Branchentreff besuchten etwa 1200 Fachbesucher.

## Strukturen
Das Festival bringt seit 2004 nationale wie internationale Acts aus den Bereichen Electro, Indie und verwandten Stilen auf Kölner In- und Outdoor-Bühnen. Darunter sind etablierte Künstler ebenso wie Newcomer. In all diesen Jahren hat sich der Fokus immer weiter in Richtung nationale Newcomer verschoben – schließlich versteht sich das c/o pop Festival als ein Entdeckerfestival.
Zu den Festival-Höhepunkten gehören zahlreiche Sonderveranstaltungen wie der popNRW Award, bei dem die besten Acts aus NRW gekürt werden, Label-Abende, auf denen nationale wie internationale Showcases stattfinden und Networking-Events, bei denen sich Labels, Musiker sowie weitere Akteure aus dem Musikbereich kennenlernen können.
2019 haben die Macher das komplette c/o pop-Konzept überarbeitet und noch dazu gleich einen doppelten Umzug hingelegt: Erstmals fand das Festival am Anfang der Saison und damit im Mai statt und ist vom Belgischen Viertel ins bunte Köln-Ehrenfeld gezogen. Auch inhaltlich wurde das Konzept weiterentwickelt. So finden ab 2019 alle kostenpflichtigen Shows vom Festival-Mittwoch bis -Freitag in ganz Köln statt, während 60 weitere Konzerte und Showcases am Wochenende bei c/o Ehrenfeld im gleichnamigen Stadtteil ausgetragen werden. Neben In- und Outdoor-Konzerten bietet c/o Ehrenfeld am Festival-Samstag und -Sonntag ein umfangreiches Rahmenprogramm mit kulturellen, sportlichen und politischen Aktivitäten. Alle Programmpunkte und Konzerte sind gratis.
Parallel zum c/o pop Festival findet die c/o pop Convention in Köln statt. Mit dem Herbrand’s im Stadtteil Ehrenfeld als Location rückt die c/o pop Convention auch räumlich noch näher an das Festival.
Die Convention ist der erste Branchentreff des Jahres für die Musikwirtschaft und kooperierende Branchen wie digitale Wirtschaft und Games. Drei Tage lang werfen Keynotes, Panel-Diskussionen, Präsentationen, Workshops und Trainings einen praxisnahen Blick in die Zukunft. Dazu gibt es jede Menge Gelegenheiten, sich zu vernetzen.

## Geschichte
Das erste c/o pop Festival wurde ab 2003 von Kölner Kulturschaffenden als Reaktion auf die Abwanderung der popkomm nach Berlin geplant. Sie fand 2004 das erste Mal statt. 2005 fand das c/o pop Festival vom 24. bis 28. August zeitgleich mit dem Ringfest statt.
2010 fand die c/o pop als Festival und Convention erstmals vom 23. bis zum 28. Juni 2010 in Köln mit erneut bis zu 30.000 Besuchern statt. Die zugleich stattfindende Fachmesse C ’n’ B (Creative Business Convention) im Staatenhaus im Rheinpark besuchten 1400 Gäste. Der Termin Ende Juni wurde gewählt, damit mehr internationale Branchenvertreter teilnehmen können, und der Termin während des Semesters soll die Beteiligung der Hochschulen am Konferenzprogramm erleichtern. Zudem gebe es jetzt die Möglichkeit einer Zusammenarbeit mit dem Medienforum NRW.
Highlights Festival Line-up (2004-2019)
Absolute Beginner, Actress, Agnes Obel, Andreas Dorau, AnnenMayKantereit, Arcade Fire, Aufgang, Battels, Beirut, Bela B., Blood Red Shoes, Bonaparte, Booka Shade, BOY, Busy P., Caribou, Chicks On Speed, Die Nerven, Dillon, Dinosaur Jr., DJ Koze, Editors, Edward Sharpe and The Magnetic Zeros, Efterklang, Egoexpress, Elbow, Feine Sahne Fischfilet, Fettes Brot, Fehlfarben, Franz Ferdinand, Fritz Kalkbrenner, Gentleman, Get Well Soon, Goldfrapp, Hauschka, Haiyti, Hinds, Honey Dijon, Hundreds, International Pony, Jake Bugg, Janelle Monáe, José Gonzales, Kakkmaddafakka, Kelis, KiNK, Larry Gus, Lena Willikens, Lukas Graham, Maximo Park, Metronomy, M.I.A., Mighty Oaks, Miss Kittin, Motrip, Kölsch, Michael Mayer, Modeselektor, Moderat, Mount Kimbie, Mouse on Mars, OK KID, Olli Schulz, OMD, Owen Pallet, Paul Kalkbrenner, Phoenix, Retro Stefson, Rhye, Richie Hawtin, Ricardo Villalobos, Roosevelt, Roman Flügel, Scooter, Son Lux, Sven Väth, Tash Sultana, The Field, The Internet, The Notwist, The Whitest Boy Alive, Tocotronic, Tom Odell, Tomte, Uffie, Von Spar, Warpaint, Wanda, WhoMadeWho, Wir sind Helden, William Fitzsimmons, Yeah Yeah Yeahs, Yung Hurn, Zugezogen Maskulin

### Veranstaltungen
Das Festival fand jeweils an folgenden Tagen statt:
1. … 06. bis 22. August 2004[3]
2. … 24. bis 28. August 2005
3. … 23. bis 27. August 2006[4][5]
4. … 15. bis 19. August 2007[6]
5. … 13. bis 17. August 2008[7]
6. … 12. bis 16. August 2009[8]
7. … 23. bis 28. Juni 2010[9]
8. … 22. bis 26. Juni 2011[10]
9. … 20. bis 24. Juni 2012[11]
10. … 19. bis 23. Juni 2013[12]
11. … 20. bis 24. August 2014[13]
12. … 19. bis 23. August 2015
13. ... 24. bis 28. August 2016
14. ... 16. bis 20. August 2017
15. ... 19. bis 23. August 2018
16. ... 1. bis 5. Mai 2019
17. ... 22. bis 26. April 2020

21 ... 24. bis 28. April 2024

## Programm
Das Festival bietet Einblicke in die aktuellen Strömungen und der Popkultur; meist alternativer, urbaner, undergroundiger oder elektronischer Natur. Einer der Schwerpunkte des c/o pop Festivals ist die Darstellung und Förderung von Nachwuchskünstlern und jungen Talenten aus der Region, dem Bundesland Nordrhein-Westfalen und der Bundesrepublik Deutschland.